# Bataille d'Ausculum (279 av. J.-C.)
Pour les articles homonymes, voir Bataille d'Ausculum.
Sauf précision contraire, les dates de cet article sont sous-entendues « avant l'ère commune » (AEC), c'est-à-dire « avant Jésus-Christ ».
Guerre de Pyrrhus en Italie
Batailles
- Héraclée
- Ausculum
- Beneventum

La bataille d'Ausculum ou Asculum s'est déroulée en 279 av. J.-C., et a vu s'affronter les troupes de la République romaine, commandées par le consul Publius Decius Mus, aux troupes coalisées d'Épire, de Tarente, d'Osques, de Samnites, sous le commandement du roi d'Épire Pyrrhus Ier. Cette bataille est un tournant majeur dans la guerre de Pyrrhus en Italie et dans le contrôle de la Grande-Grèce.

## Contexte
Cette bataille est la deuxième qui oppose les phalanges grecques aux légions romaines, les deux armées étant de forces à peu près égales. Les Romains ont plus d'infanterie (4 légions, 25 000 Romains, plus leurs alliés) ainsi que 300 dispositifs anti-éléphants. Après la bataille d'Héraclée, durant laquelle les éléphants de guerre ont joué un rôle important, les légions se sont équipées d'armes inflammables pour effrayer les éléphants, de chars à bœufs hérissés de pointes pour les blesser, et ont formé des troupes chargées de jeter des javelots sur eux. 
Pyrrhus dispose de ses propres troupes d'infanterie et de cavalerie, de l'infanterie mercenaire grecque, de ses alliés de Grande-Grèce (dont la milice de Tarente), de 20 éléphants et de fantassins et cavaliers samnites. Son armée a l'avantage au niveau de la cavalerie et, dans le but de contrer la légion romaine plus flexible, Pyrrhus a amalgamé des troupes plus légères à sa phalange.

## Déroulement de la bataille
La bataille dure deux jours. Comme il est de coutume sur les champs de bataille de l'époque, les deux armées ont déployé leur cavalerie sur les ailes et leur infanterie au centre. Pyrrhus garde sa propre cavalerie en réserve derrière le centre et les éléphants sont aussi conservés tout d'abord en réserve.
Le premier jour, la cavalerie et les éléphants de Pyrrhus sont gênés par les bois et les collines du champ de bataille mais les troupes incorporées à sa phalange combattent bien. Ils brisent la première légion romaine et ses alliés latins sur l'aile gauche mais les troisième et quatrième légions triomphent des Tarentins et des Osques placés au centre. Des alliés des Romains pénètrent même dans le camp de Pyrrhus, qui envoie sa cavalerie de réserve et des éléphants pour les repousser. Il déploie ensuite ses éléphants contre les troisième et quatrième légions, qui se réfugient sur des hauteurs boisées mais subissent alors le tir des archers et des frondeurs accompagnant les éléphants sans pouvoir se replier. Pyrrhus envoie son infanterie chasser les Romains de la forêt mais elle est interceptée par la cavalerie ennemie et les deux camps se replient chacun de leur côté au crépuscule, aucun des deux n'ayant gagné un avantage significatif.
À l'aube du deuxième jour, Pyrrhus envoie son infanterie légère occuper le terrain accidenté qui s'est révélé être sa faiblesse la veille, obligeant ainsi les Romains à combattre en terrain ouvert. Comme à Héraclée, la phalange et la légion se livrent un combat féroce, la phalange obtenant l'avantage, jusqu'à ce que les éléphants, avec l'appui de l'infanterie légère, brisent la ligne romaine en attaquant ses flancs. Les Romains font alors appel à leurs troupes et dispositifs anti-éléphants mais, après avoir prouvé brièvement leur efficacité, ceux-ci sont écrasés par le tir nourri d'armes de jet et de flèches de l'infanterie légère de Pyrrhus. Les éléphants chargent l'infanterie romaine, qui s'effondre, et Pyrrhus donne l'ordre à sa cavalerie de réserve de charger, complétant ainsi sa victoire ; les Romains se replient vers leur camp.
Selon les auteurs anciens, les Romains perdent 6 000 hommes, dont le consul Publius Decius Mus et un nombre élevé d'officiers, et les Grecs entre 3 500  et   15 000 hommes (ce dernier chiffre est le plus probable). Denys d'Halicarnasse chiffre à 15 000 hommes les pertes dans chacun des deux camps. C'est cette bataille, extrêmement coûteuse en vies humaines pour le vainqueur, qui est à l'origine de l'expression « victoire à la Pyrrhus ». Celui-ci aurait d'ailleurs déclaré à l'issue de la bataille : « Si nous devons remporter une autre victoire sur les Romains, nous sommes perdus » ou « Si nous devons remporter une autre victoire comme celle-ci, je rentrerai seul en Épire».

## Conséquences
Après la bataille d'Ausculum, Pyrrhus part pour la Sicile où il est victorieux des Carthaginois. Il les chasse de Sicile sauf à Lilybée.

## Sources antiques
- Denys d'Halicarnasse, Antiquités romaines.
- Plutarque, Vies parallèles des hommes illustres.
- Polybe, Histoires.
- Tite-Live, Histoire romaine.

### Extraits
- Frontin, Les stratagèmes, livre II, III, 21.

L'auteur latin Frontin précise le déroulement de la bataille et notamment l'organisation choisie par Pyrrhus :

« Pyrrhus, combattant pour les Tarentins, près d’Asculum, suivit le précepte d’Homère, qui met au centre les plus mauvais soldats : il plaça à l’aile droite les Samnites et les Épirotes, à la gauche les Bruttiens, les Lucaniens et les Sallentins, au centre les Tarentins, et fit de la cavalerie et des éléphants son corps de réserve. De leur côté, les consuls distribuèrent sagement leur cavalerie aux deux ailes, et rangèrent les légions au front de bataille et à la réserve, en y mêlant les auxiliaires. Il y avait, le fait est constant, quarante mille hommes de part et d’autre. Pyrrhus eut la moitié de son armée détruite, et du côté des Romains la perte ne fut que de cinq mille hommes. »